# فريدريك جينينغز
فريدريك جينينغز (18 مارس 1874 - 21 ديسمبر 1946) (بالإنجليزية: Frederick Jennings)‏ هو لاعب كريكت بريطاني وبريطاني (وحمل سابقاً جنسية المملكة المتحدة لبريطانيا العظمى وأيرلندا).